# 消火

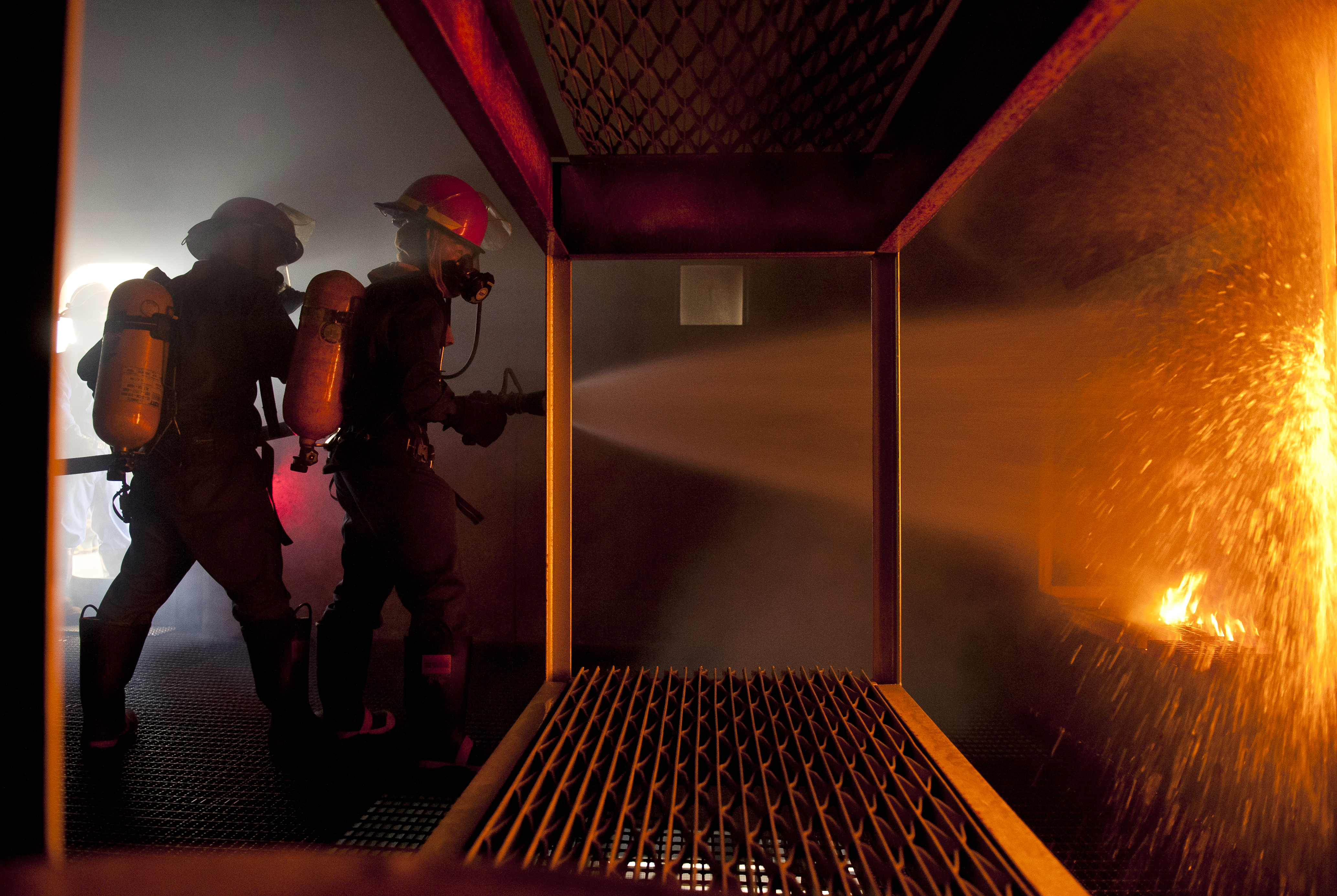
消火活動訓練を行う自衛官

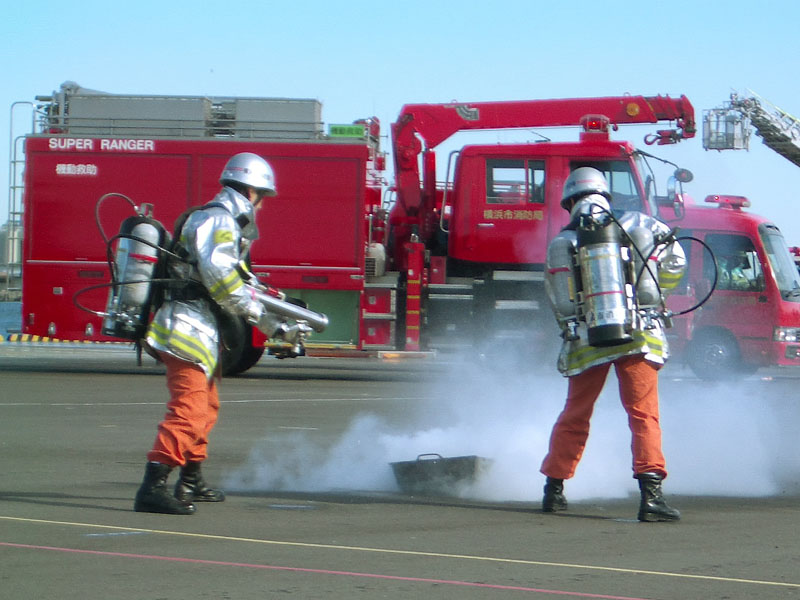
消火訓練を行う消防吏員

燃焼の3要素（酸素:Oxygen、可燃物:Fuel、熱:heat）。別名：火の三角形

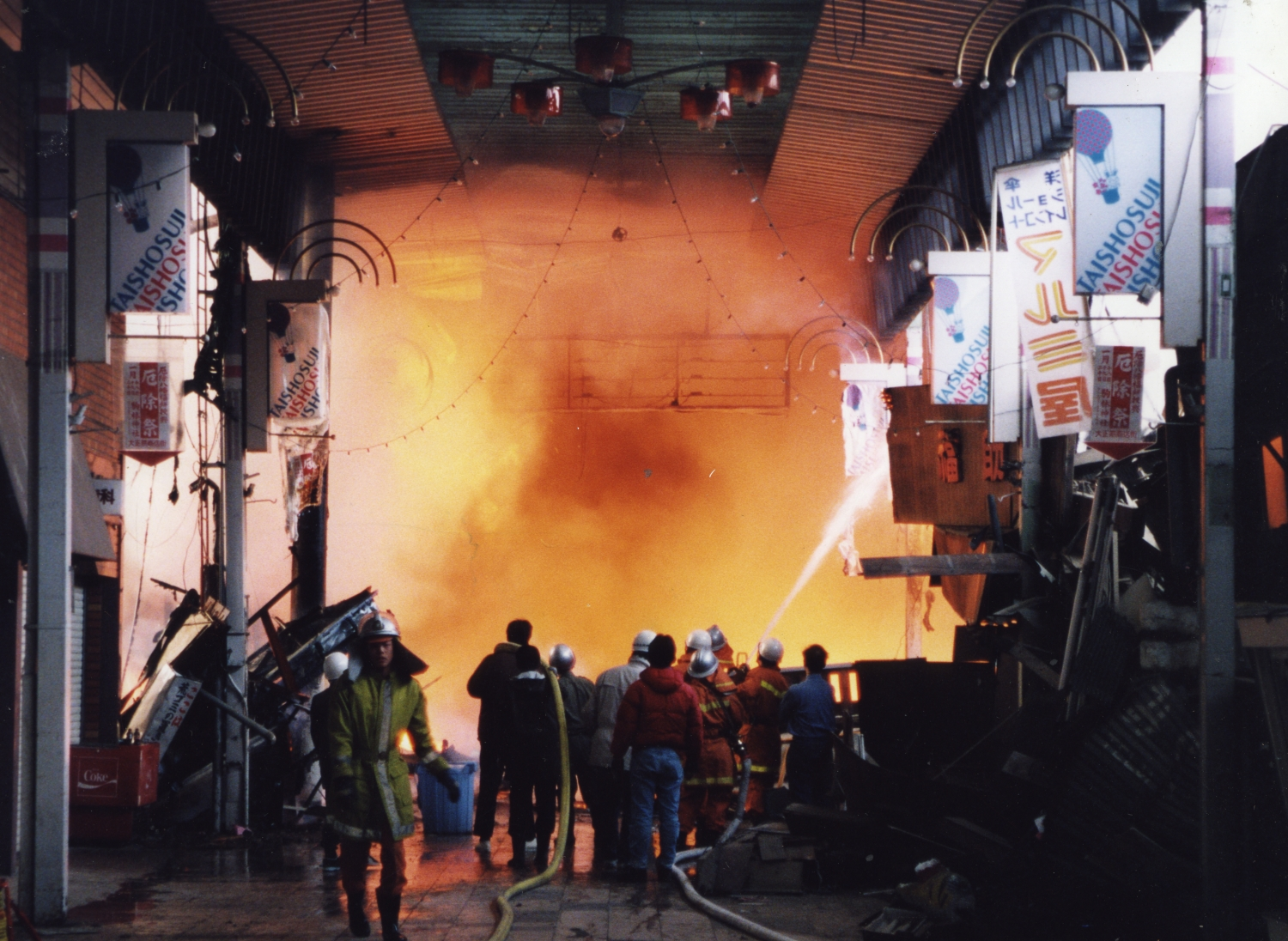
阪神大震災での消火活動

消火（しょうか）は火と呼ばれる連鎖反応（燃焼）を止めること。火を消す、鎮火ともいう。

## 火の制御
人類が火を使いはじめてから起こした火を消す問題が起こった。
燃焼が継続するには可燃物、酸素、温度の3つの要素（燃焼の三要素）が揃う必要がある。燃焼の連鎖反応を加えて燃焼の四要素と呼ばれる場合もある。これらのうちのどれか1つを取り除くと燃焼は停止する。
小規模な火は燃料を断つ、水をかけるなどの行為で容易に制御できるが、大規模な火災の場合、燃焼の三要素（四要素）を断ち切ることが難しく、消火が困難となることが多い。

## 消火の理論
燃焼の三要素のうちのどれか一つを断ち切ることで燃焼の停止、すなわち消火が可能である。そのため燃焼の三要素に対応して、可燃物を断ち切る除去消火法、酸素を断ち切る窒息消火法、温度を下げる冷却消火法があり、これらを消火の三要素という。可燃物の原子を不活性化させ燃焼の連鎖反応を抑制する負触媒消火法（または抑制消火法）を加えて消火の四要素と呼ばれることもある。

### 除去消火法
可燃物の供給を止めたり、周囲の可燃物を取り除いたりして燃焼を止める消火法である。主な例としては以下のようなものがある。
- 都市ガスの栓を閉じる
- ろうそくの火を吹き消す（気化した蝋を吹き飛ばす）
- 爆発を起こして爆風で火を吹き飛ばし、また、周囲を破壊する（爆風消火）[2]
- 山火事の発生している場所の周囲の木を伐採する
- 火災の発生している建築物の周囲の建築物を解体・撤去する（破壊消火）

### 窒息消火法
酸素の供給を止めたり、周囲の酸素濃度を下げたりして燃焼を止める消火法である。主な例としては以下のようなものがある。
- アルコールランプに蓋をかぶせる
- 使いかけの炭火を壺に入れる
- 火に布（水で濡らしたシーツ、消火用に作られたファイヤーブランケットなど）をかぶせる
- 火に砂をかける[3]
- 火の根元を叩く
- 踏みつける
- 密閉された屋内に不活性ガス（CO2やハロゲンなど）を注入して酸素濃度を低下させる
- 屋内等を密閉して酸素濃度を低下させる

### 冷却消火法
可燃物の温度を燃焼に必要な温度以下に下げ、燃焼を止める消火法である。水をかけて消火する方法がこれにあたる。水は熱容量が大きく、蒸発時の蒸発熱も大きいので強い冷却作用がある。

### 負触媒消火法（抑制消火法）
可燃物の原子を不活性化させ、燃焼の連鎖反応を抑制することで燃焼を抑える消火法。

## 消火剤

### 水による消火
上述のように水は強い冷却作用があり、また水をかけることで水が燃焼物を包み込み酸素の供給を断つ効果もあり、入手も容易であるため原始的な消火剤として使用されている。以下のようなものは水による消火が不可能である。
- 禁水性物質（水と接触することにより発火する）
- 一部の油類（水より軽いため、油面が移動する状況では水面の上に広がることにより燃焼範囲が広がる。また重油や原油タンク等が長時間燃焼している場合には、タンク内に水が入ることによりボイルオーバーの危険性もある）
- 電気火災（水をまくことにより感電の危険性がある）

### 消火器による消火
消火器は消火に広く用いられている。泡で燃焼物を包み込んで酸素との接触を断つタイプや粉末を使うタイプ、二酸化炭素を噴出するものなどがある。